# Họ Bách bộ
Họ Bách bộ (danh pháp khoa học: Stemonaceae) là một họ trong thực vật có hoa, bao gồm 3-4 chi và khoảng 25-35 loài dây leo hay cây thân thảo. Hệ thống APG II năm 2003 và hệ thống APG III năm 2009 đặt nó trong bộ Dứa dại (Pandanales) của nhánh monocots. Họ này là bản địa của khu vực đông nam châu Á, miền nam Nhật Bản, miền đông Trung Quốc và miền bắc Australasia, với 1 loài (Croomia pauciflora) có mặt tại đông nam Hoa Kỳ. APG chấp nhận 27 loài.

## Phát sinh chủng loài
Cây phát sinh chủng loài dưới đây lấy theo APG III.
|  | Stemonaceae                                                   |
|  |                                                               |
|  | \| \| Pandanaceae \| \| \| \| \| \| Cyclanthaceae \| \| \| \| |
|  |                                                               |
|  | Pandanaceae                                                   |
|  |                                                               |
|  | Cyclanthaceae                                                 |
|  |                                                               |

|  | Pandanaceae   |
|  |               |
|  | Cyclanthaceae |
|  |               |

|  | Stemonaceae                                                   |
|  |                                                               |
|  | \| \| Pandanaceae \| \| \| \| \| \| Cyclanthaceae \| \| \| \| |
|  |                                                               |
|  | Pandanaceae                                                   |
|  |                                                               |
|  | Cyclanthaceae                                                 |
|  |                                                               |

|  | Pandanaceae   |
|  |               |
|  | Cyclanthaceae |
|  |               |

## Các chi
- Croomia Torr.: Khoảng 2 loài
- Stemona Lour.: Khoảng 22 loài bách bộ
- Stichoneuron Hook.f.: Khoảng 2 loài.
- Pentastemona Steenis (đôi khi được tách ra thành họ riêng của chính nó là Pentastemonaceae): Khoảng 2 loài

Việc đặt chi Pentastemona hiện còn đang tranh cãi; nó có thể nằm trong họ này hoặc có thể được xếp thành họ riêng.